# (20406) 1998 QJ13
A (20406) 1998 QJ13 a Naprendszer kisbolygóövében található aszteroida. A LINEAR projekt keretében fedezték fel 1998. augusztus 17-én.